# ماورو كوبولارو
ماورو كوبولارو (بالإيطالية: Mauro Coppolaro)‏ (10 مارس 1997 ببينيفنتو في إيطاليا - ) هو لاعب كرة قدم إيطالي في مركز الدفاع. لعب مع نادي ريجينا.

## وصلات خارجية
- ماورو كوبولارو على موقع الاتحاد الدولي (مؤرشف)  (الإنجليزية)
- ماورو كوبولارو على موقع الاتحاد الأوربي (الإنجليزية)
- ماورو كوبولارو على موقع قاعدة بيانات كرة القدم.إي يو (الإنجليزية)
- ماورو كوبولارو على موقع Soccerway.com (الإنجليزية)
- ماورو كوبولارو على موقع عالم كرة القدم.نت (الإنجليزية)
- ماورو كوبولارو على موقع AS.com (الإسبانية)